# Championnat du Soudan de football 1999-2000
Navigation
Saison précédente Saison suivante
La saison 1999-2000 du Championnat du Soudan de football est la trente-sixième édition de la première division au Soudan, la Sudan premier League. Elle regroupe les quatorze meilleures équipes du pays sous forme d'une poule unique toutes les formations se rencontrent deux fois, à domicile et à l'extérieur. En fin de saison, les deux derniers du classement sont relégués et remplacés par les deux meilleurs clubs de deuxième division.
C'est le club d'Al Merreikh Omdurman qui remporte le championnat cette saison après avoir terminé en tête du classement final, avec deux points d'avance sur le double tenant du titre, Al Hilal Omdurman et six sur Al Hilal Port-Soudan. C'est le 14e titre de champion du Soudan de l'histoire du club. 

## Les clubs participants
- Al Hilal Omdurman
- Hai al-Arab Port Soudan
- Al Ahli Khartoum
- Al Ahly Wad Madani
- Al Merreikh Hasahisa
- Al Merreikh Port Soudan
- Burri Khartoum - Promu de D2
- Al-Mourada SC
- Al Merreikh Omdurman
- Al Mirghani Kassala
- Al Hilal Port-Soudan
- Al Merreikh Abyadh
- Khartoum 3
- Al Ittihad Wad Medani - Promu de D2

## Compétition
Le barème de points servant à établir les classements se décompose ainsi :
- Victoire : 3 points
- Match nul : 1 point
- Défaite : 0 point

Le classement ci-dessous est incomplet.

### Classement
| Rang | Équipe                  | Pts | J  | G  | N | P | Bp | Bc | Diff |
| ---- | ----------------------- | --- | -- | -- | - | - | -- | -- | ---- |
| 1    | Al Merreikh Omdurman    | 34  | 16 | 10 | 4 | 1 | 28 | 11 | +17  |
| 2    | Al Hilal Omdurman T C   | 32  | 16 | 9  | 5 | 1 | 29 | 5  | +24  |
| 3    | Al Hilal Port-Soudan    | 28  | 16 | 8  | 4 | 4 | 16 | 10 | +6   |
| 4    | Hai al-Arab Port Soudan | 25  | 16 | 7  | 4 | 4 | 19 | 17 | +2   |
| 5    | Al-Mourada SC           | 24  | 16 | 7  | 3 | 5 | 17 | 14 | +3   |
| 6    | Al-Mirghani Kassala     | 23  | 16 | 5  | 8 | 3 | 20 | 18 | +2   |
| 7    | Al-Merreikh Port Soudan | 22  | 16 | 6  | 4 | 6 | 18 | 22 | -4   |
| 8    | Al-Merreikh Abyadh      | 19  | 16 | 4  | 7 | 5 | 13 | 13 | 0    |
| 9    | Khartoum 3              | 18  | 16 | 5  | 3 | 8 | 17 | 16 | +1   |
| 10   | Al Ittihad Wad Medani P | 17  | 16 | 5  | 2 | 9 | 14 | 27 | -13  |
| 11   | Al-Ahli Khartoum        | 16  | 16 | 4  | 4 | 7 | 10 | 14 | -4   |
| 12   | Al Ahly Wad Madani      | 15  | 16 | 4  | 3 | 8 | 14 | 19 | -5   |
| 13   | Burri Khartoum P        | 13  | 16 | 3  | 4 | 9 | 13 | 28 | -15  |
| 14   | Al-Merreikh Hasahisa    | 11  | 16 | 2  | 5 | 9 | 11 | 25 | -14  |

|  | Qualification pour la Ligue des champions de la CAF 2001 et la Coupe Kagame inter-club 2001 |
|  | Qualification pour la Coupe des Coupes 2001                                                 |
|  | Qualification pour la Coupe de la CAF 2001                                                  |
|  | Relégation directe en deuxième division                                                     |
|  | T : Tenant du titre C : Vainqueur de la Coupe du Soudan P : Promu de D2                     |

## Bilan de la saison
| Championnat du Soudan de football 1999-2000                        |                                  |
| Champion                                                           | Al Merreikh Omdurman (14e titre) |
| Coupes et trophées                                                 |                                  |
| Vainqueur de la Coupe du Soudan 1999-2000                          | Al Hilal Omdurman                |
| Qualifications continentales                                       |                                  |
| Ligue des champions de la CAF 2001                                 | Al Merreikh Omdurman             |
| Coupe des Coupes 2001                                              | Al Hilal Omdurman                |
| Coupe de la CAF 2001                                               | Al Merreikh Port-Soudan          |
| Coupe Kagame inter-club 2001                                       | Al Merreikh Omdurman             |
| Promotions et relégations                                          |                                  |
| Promus en Premier League                                           | Al Hilal Hasahisa                |
| Promus en Premier League                                           | Shambat Bahri                    |
| Relégués en Championnat du Soudan de football de deuxième division | Burri Khartoum                   |
| Relégués en Championnat du Soudan de football de deuxième division | Al Merrekih Hasahisa             |